# ديفيد دي أنتوني
ديفيد دي أنتوني (بالإيطالية: David D'Antoni)‏ هو لاعب كرة قدم إيطالي، ولد في 28 يناير 1979 في فيتيربو في إيطاليا. لعب مع نادي ألساندريا ونادي إمبولي ونادي ترنانا ونادي تشيزينا ونادي جنوى ونادي ريميني ونادي ساليرنيتانا ونادي فروسينوني ونادي فينيزيا.

## وصلات خارجية
- ديفيد دي أنتوني على موقع قاعدة بيانات كرة القدم.إي يو (الإنجليزية)
- ديفيد دي أنتوني على موقع عالم كرة القدم.نت (الإنجليزية)